# Progreso catalán en América
  Progreso catalán en América  es una obra de divulgación sobre los empresarios catalanes emigrados a América, escrita por  Joaquín Blaya Alende con la colaboración de J. Giralt. Se trata de un trabajo biográfico sobre los empresarios y comerciantes catalanes que vivían en América a principios del siglo XX y constituye el primer trabajo específico sobre la presencia de estos catalanes en la América ibérica.

## Descripción
La obra  Progreso catalán en América se imprimió en Santiago de Chile desde 1922 hasta 1927, en una edición que consta de cuatro volúmenes, con gran cantidad de ilustraciones, que incluyen retratos de muchos empresarios. Siendo el primer trabajo específico sobre la presencia de los empresarios catalanes en América, es una obra relevante para el estudio de la historia de la influencia que haya podido tener Cataluña en América y su economía. Con respecto a los contenidos de los volúmenes, además de la información sobre las identidades de los catalanes, cada volumen también contiene datos generales sobre Cataluña y los países de América donde se asentaron los inmigrantes de dicha región.Blaya Alende, había publicado obras similares sobre otras colonias extranjeras en Chile (británica, estadounidense e italiana), y tenía el proyecto de publicar cinco volúmenes del  Progreso catalán en América incluyendo a todos los países iberoamericanos, pero al final, solo se publicaron cuatro volúmenes.

## Volúmenes
- Primer volumen, Joaquín Blaya Alende (1922, 415p.) específicamente dedicado a comerciantes catalanes importantes establecidos en Chile.[3]
- Segundo volumen, Blaya y Giralt (1924) residentes de Argentina y de Paraguay
- Tercer volumen, Blaya y Giralt (1925) residentes de Argentina (2ªparte), Paraguay y Uruguay.
- Cuarto volumen J. Giralt y Co. (1927, 595 p.) residentes de Cuba, Bolivia, Perú, Ecuador, Panamá, Costa Rica, Guatemala, El Salvador, Venezuela y Colombia.

## Vinateros chilenos
A finales del siglo XIX y principios del XX, apareció una generación de empresarios que vieron la oportunidad de hacer fortuna en el negocio del vino y la actividad bodeguera. En la mayoría de los casos, este sector estuvo formado por personas de la península ibérica, especialmente de Cataluña (Panadés), por lo que más tarde fueron llamados "los catalanes". Muchos de ellos llegaron a establecer vínculos familiares y fundaron sociedades conjuntas.
En lugar de dedicarse a la producción de vino, el principal foco de actividad de estos emprendedores catalanes, fueron las bodegas, compraban vinos de diversos recolectores en la región central y los distribuían a través de su gran red comercial. Tenían sus compañías , ubicadas en un área geográfica muy concreta de en Santiago, a lo largo del camino conocido, como el "Camino de cintura", en el siglo XIX (lo que hoy es la avenida Vicuña Mackenna), que estaba cerca de las vías del ferrocarril y les facilitaba la recepción del vino producido en los viñedos de las poblaciones de la zona al sur de la capital.
| Principales productores de vino en la década de 1920, en Santiago.     |                      |      |                  |           |
|                                                                        |                      |      |                  |           |
| Nombre de bodega                                                       | Fundador             | Año  | Ubicación        | Capital $ |
| Araga y Cía.                                                           | L. Araga             | n.d. | Cuevas 875       | n.d.      |
| Santa Lidia                                                            | José Carafi          | n.d. | San Ignacio 201  | n.d.      |
| San Joaquín                                                            | A. y L. Ribas        | 1918 | Santa Isabel     | 685 000   |
| Lontué y Molina                                                        | José Mir             | 1921 | Gorbea 2250      | 400 000   |
| Santa Hilda                                                            | A. Escobar           | 1917 | San Ignacio      | 400 000   |
| San Camilo                                                             | Morera Hnos.         | 1916 | V. Mackenna 1216 | 500 000   |
| Hermosilla                                                             | Aragay y Passalacqua | 1923 | V. Mackenna 1430 | 500 000   |
| El Cóndor                                                              | D. Navarro           | 1914 | V. Mackenna 1198 | 450 000   |
| Cunaco                                                                 | J. Navarro           | 1921 | Maestranza 876   | 200 000   |
| Santa Emilia                                                           | Bruguère y Cía.      | 1910 | San Pablo 3690   |           |
| Casas Hnos.                                                            | P. y V. Casas        | 1907 | n.d.             | 80 000    |
| Machalí                                                                | J. Rossini           | 1908 | Amazonas 633     | 200 000   |
| Fca. Licores Mitjans                                                   | Juan Mitjans         | 1917 | Maestranza 1357  |           |
|                                                                        |                      |      |                  |           |
| Fuentes: Joaquín Blaya, El progreso catalán en América, tomo 1: Chile, |                      |      |                  |           |
| Santiago, Imprenta la Ilustración, 1922.                               |                      |      |                  |           |